# في هذا الركن من العالم
في هذا الركن من العالم (باليابانية: この世界の片隅に) مانغا يابانية من تأليف ورسم فوميا كونو. صدرت في عام 2007 إلى 2009 في مجلة مانغا أكشن الأسبوعية. اقتبست المانغا إلى فيلم أنمي يحمل نفس الأسم صدر في عام 2016.

## القصة
تدور القصة حول عائلة تعيش في حي كورشي في محافظة هيروشيما في وقت الحرب العالمية الثانية وتحديداً في الزمن الذي دمرت فيها من قبل القنابل النووية الأمريكية.

## الشخصيات
- سوزو
- شوساكو
- هارومي
- كيكو
- تيتسو
- سومي
- اينتارو
- سان
- جورو
- كيسينو
- رين
- يويتشي

## وصلات خارجية
- في هذا الركن من العالم على موقع ANN manga (الإنجليزية)